# Sala de Redação (programa de rádio)
Sala de Redação - Debates Esportivos é um programa da Rádio Gaúcha que vai ao ar de segunda à sexta, no horário local de 13h05min. No espaço, jornalistas esportivos da emissora debatem principalmente sobre futebol e eventualmente sobre política e outros assuntos. É apresentado por Pedro Ernesto Denardin.
Recentemente, o Sala ganhou uma edição dominical, no mesmo horário, com mediação de Cléber Grabauska. O programa de domingo não conta com os mesmos integrantes da versão tradicional.
O primeiro prefixo musical do Sala foi a música-tema do filme Borsalino, de Jacques Déray, composta por Claude Bolling. Em 1978, e desde então, o tema Menina Certinha, de Eumir Deodato foi escolhida como prefixo. A escolha foi do próprio Ruy Carlos Ostermann, assim que este chegou para assumir a mediação do programa e a direção de programação da Gaúcha. Hoje, o Sala de Redação conta com uma cortina nova e moderna do mesmo tema musical, sendo o mesmo substituído e anunciado  no programa do dia 18 de janeiro de 2013 pelo mediador do programa.

## História
Foi idealizado por Cândido Norberto, estreando em 14 de junho de 1971. Inicialmente, tinha três horas de duração (das 11h às 14h). A primeira parte do programa consistia em entrevistas e na leitura de notícias gerais direto da redação do jornal Zero Hora (mais tarde viraria o "Chamada Geral"), a segunda (das 12h às 13h), de notícias esportivas, viraria o "Esportes ao Meio-Dia", e a terceira (a partir das 13h) seria reservada aos debates esportivos. O Sala de Redação seria o cerne da reformulação da Rádio Gaúcha, tornando-a, com isso, uma rádio eminentemente jornalística.
Após reformulações de programação, apenas a versão de debate seguiu no ar, sendo esse o formato que consolidou a Gaúcha no Brasil inteiro, tendo ela grande audiência nas faixas de AM e FM em Porto Alegre, graças a tipos clássicos, como as discussões e piadas clubísticas. Esse formato inspirou outros programas de rádios do Rio Grande do Sul e também de Santa Catarina (a CBN Diário tem o programa "Debate Diário" nos mesmos moldes), além de programas humorísticos de rádios juvenis (devido ao outro formato, o de "reunião informal").
De 1978 a 2012, Ruy Carlos Ostermann apresentou com diversos outros colegas o Sala de Redação, ficando no programa por 33 anos ininterruptos, sendo considerado o mais longevo âncora do programa. Em 2012, Ruy saiu do programa, sendo substituído por Pedro Ernesto Denardin.
No ano de 1998, o jornalista José Coiro, em parceria com Cléber Grabauska, escreveu o livro: Sala de Redação: A Divina Comédia do Futebol, uma coletânea de entrevistas com os participantes do Sala e também com o histórico do programa.
Em 25 de junho de 2011, mesmo não estando no ar no dia (era um sábado), o Sala recebeu grande homenagem de outros veículos, como a RBS TV e Zero Hora. Em 27 de junho, recebeu homenagem solene do Grupo RBS.
A rádio Gaúcha AM/FM realizou na noite de 28 de junho de 2011, um evento festivo em comemoração aos 40 anos do Sala de Redação, no Teatro do Bourbon Country, em Porto Alegre. O professor Ruy Carlos Ostermann, âncora do Sala desde 1978, recebeu um troféu de homenagem  pela atuação no comando do programa, das mãos do presidente do Grupo RBS, Nelson Sirotsky, foi comunicado a despedida de Ruy no programa e nos comentários das jornadas esportivas da emissora.
Em 2014, o programa passou a ter edições transmitidas ao vivo no site da emissora, sempre às segundas, quartas e quintas-feiras.
Fernando Carvalho, ex-presidente do Inter, foi contratado pelo Grupo RBS e substituiu Kenny Braga no programa. Após idas e vindas, de nunca ter se desligado totalmente da atividade de dirigente e de ser envolvido em polêmicas com o Sindicato dos Radialistas gaúcho, que o acusou de exercer ilegalmente a profissão, Carvalho deixou o programa quase um ano depois.
A partir de março de 2015, o programa passou por modificações, o ator Zé Victor Castiel, torcedor colorado e o cantor nativista João de Almeida Neto, torcedor gremista, passaram a integrar o elenco do Sala de Redação e o programa que antes se encerrava as 14h foi estendido até as 14:30.
18 anos depois do livro de José Coiro, Cléber Grabauska voltou a escrever um livro sobre o programa, desta vez, com o título Sala de Redação: aos 45 do primeiro tempo, em parceria com Júnior Maicá, produtor do Sala e responsável pelo site humorístico O Bairrista. Maicá o auxiliou também na produção de um documentário, a partir de entrevistas com muitos dos participantes do programa em 45 anos e de pesquisas nos arquivos do Zero Hora, da RBS TV e da própria Gaúcha. O lançamento foi no dia 11 de julho de 2016, em evento no Gaúcha Sports Bar.
Em 6 de setembro de 2016, os jornalistas da casa Duda Garbi e Kelly Matos somaram-se ao time de debatedores do Sala. A partir de então, o gremista Duda, integrante do Pretinho Básico da Atlântida, e a colorada Kelly (primeira mulher a integrar a equipe do programa), apresentadora do Timeline Gaúcha e repórter de política, participam na condição de repórteres da torcida na Central Gaúcha de Esportes - função que assumiram no lugar de Luciano Périco, quando este assumiu a narração titular das transmissões da RBS TV no lugar de Paulo Brito (contratado pela Band RS).